# Igor Kozhanchikov
Igor Vasilii Kozhanchikov (ryska: Игорь Васильевич Кожанчиков), född  1904 i Sankt Petersburg, död 1958, var sovjetisk entomolog.